# كفر أبو علي
قرية كفر أبو علي هي إحدى القرى التابعة لمركز دكرنس في محافظة الدقهلية في جمهورية مصر العربية. حسب إحصاءات سنة 2006، بلغ إجمالي عدد السكان في كفر أبو علي 1571 نسمة، منهم 819 رجل و752 امرأة.